# 印度洋
印度洋（英語：Indian Ocean），位于亚洲、非洲、大洋洲和南极洲之间，印度位在印度洋北部的中央位置，這也是印度洋名稱的由來，印度洋大部分在南半球。總面积7491万平方公里，约占世界海洋总面积的21.1%，是世界第三大洋。印度洋的範圍北至印度次大陸及阿拉伯半島（南亞及西亞）；西達東非；東側則以印度尼西亞、巽他群島及澳大利亞為界；南迄南冰洋（也有定義至南極洲）。印度洋西面于开始于厄加勒斯角的东经20°处与大西洋相接，东面于东经146°55'处与太平洋相接。印度洋的最北边大概为波斯湾内北纬30°处。印度洋的宽度有将近10,000（6,214英里）（从非洲南部尖端到澳大利亚之间），它的总面积大约为73,556,000平方（28,400,130平方英里），包括红海和波斯湾。印度洋的水量大约为70,086,000立方英里（292,131,191立方）。

## 地理

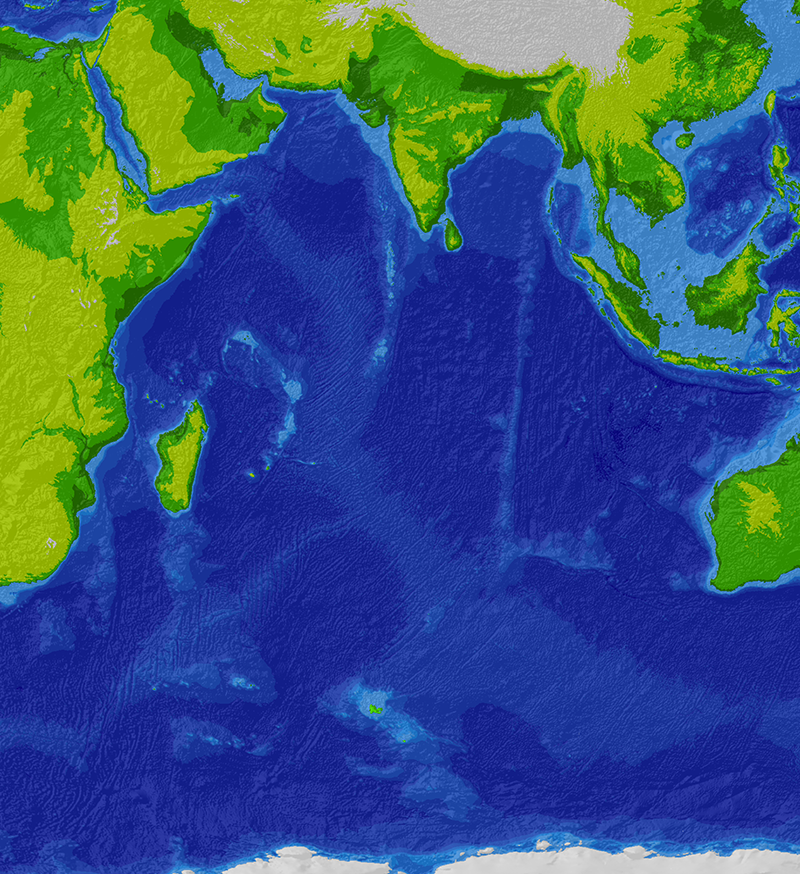
印度洋的等深线图

非洲，印度和南极的地壳板块在印度洋的羅德里格斯三向聯結構造处汇合。
印度洋的大陸棚較為狹窄，扣除澳大利亞西海岸較寬廣的大陸棚區（平均寬度1000公里），其他地區的大陸棚平均寬度為200公里。平均深度为3,890公尺，最大深度为蒂阿曼蒂那海溝（Diamantina Trench），达8,047公尺；而爪哇海溝（深度7,258–7,725公尺）曾長期被認為是印度洋最深的海溝。
印度洋上的一些主要咽喉要道有曼德海峡、霍爾木茲海峽、龙目海峡、马六甲海峡和保克海峡。

### 位置与范围
印度洋西南以通过南非厄加勒斯角的经线同大西洋分界，东南以通过塔斯马尼亚岛东南角至南极大陆的经线与太平洋联结。印度洋的轮廓北部为陆地封闭，南面則以南緯60度為界，與南冰洋相連。
印度洋的主要属海和海湾是红海、阿拉伯海、亚丁湾、波斯湾、阿曼湾、孟加拉湾、安达曼海、阿拉弗拉海、帝汶海、卡奔塔利亚湾、大澳大利亚湾、莫桑比克海峡等等。
印度洋有很多岛屿，其中大部分是大陆岛，如马达加斯加岛、斯里兰卡岛、安达曼群岛、尼科巴群岛、明打威群岛等。留尼汪岛、科摩罗群岛、阿姆斯特丹岛、克罗泽群岛、凯尔盖朗群岛为火山岛。拉克沙群岛、马尔代夫群岛、查戈斯群岛，以及爪哇西南的圣诞岛、科科斯群岛是珊瑚岛。

### 水文学
流入印度洋的大河有赞比西河，阿拉伯河，印度河，讷尔默达河，恒河，布拉马普特拉河，朱巴河和伊洛瓦底江等等。印度洋的洋流主要被季风控制。它有两个较大的环流构成了主要的流型，一个是在北半球的顺时针环流；另一个是赤道南部的逆时针环流。但是在冬季的季风期间，北方的环流会逆转方向。

## 气候
印度洋大部分位于热带，经常有熱帶氣旋产生。於十月至隔年四月有強烈東北風吹拂，五月至十月則有盛行南風及西風。阿拉伯海上強烈的季風為印度次大陸帶來了降雨，南半球的風大多溫和，但模里西斯附近的暴風雨卻十分劇烈。

## 經濟

### 资源
印度洋石油极为丰富，波斯湾、红海、阿拉伯海、孟加拉湾、苏门答腊岛与澳大利亚西部沿海都蕴藏有海底石油，於沙烏地阿拉伯、伊朗、印度及澳大利亞西部的近海地區開採碳氫化合物，據估計，世界上40%的海上開採石油來自印度洋。波斯湾是世界海底石油最大的产区。
海水上层浮游生物很丰富，盛产飞鱼、金鲭、金枪鱼、马鲛鱼等，鲸、海豹、企鹅也很多。棘皮动物中多海胆、海参、蛇尾、海百合等。海生哺乳动物中儒艮是印度洋的特产。波斯湾和斯里兰卡岛盛产珍珠。此外，植物有各种藻类及各种红树林。

### 交通运输
印度洋的地理位置非常重要，是沟通非洲、欧洲和大洋洲的交通要道。向东通过马六甲海峡可以进入太平洋，向西绕过好望角可达大西洋，向西北通过红海、苏伊士运河，可入地中海。航线主要由亚、欧航线和南亚、东南亚、南非、大洋洲之间的航线。印度洋的海底电缆多分布在北部，重要的线路有亞丁—孟买—马德拉斯—新加坡线；亞丁—科伦坡线；东非沿岸线。塞舌尔群岛的马埃岛、毛里求斯岛和科科斯群岛是主要的海底电缆枢纽站。沿岸港口终年不冻，四季通航。

#### 主要港口
- 印度：加爾各答、清奈、孟買
- 斯里蘭卡：科倫坡
- 南非：德爾班和理查兹湾
- 印尼：雅加達
- 澳大利亞：費利曼圖市、阿德萊德港

## 周邊國家及地區
下表列出印度洋周邊的國家及地區（領地以斜體標示）：

### 非洲
| - 埃及 | - 马达加斯加 - 模里西斯 - 马约特 - 莫桑比克 - 留尼汪 | - 塞舌尔 - 南非 - 苏丹 - 坦桑尼亚 |

### 亞洲
| - 巴林 - 英屬印度洋領地 - 緬甸 - 东帝汶 - 印度 - 印度尼西亞 - 伊朗 | - 伊拉克 - 以色列 - 约旦 - 科威特 - 马来西亚 - 新加坡 - 馬爾地夫 - 阿曼 | - 巴基斯坦 - 沙烏地阿拉伯 - 斯里蘭卡 - 泰國 - 阿联酋 - 葉門 |

### 大洋洲
| - 亞什摩及卡地爾群島 - 科科斯（基林）群島 | - 圣诞岛 - 法属南部和南极领地 - 赫德岛和麦克唐纳群岛 |

## 主要海域，海峽及海灣
下表列出印度洋主要海域，海峽及海灣：
- 阿拉伯海
- 波斯湾
- 红海
- 阿曼灣
- 亚丁湾
- 曼德海峽
- 嘠奇灣
- 坎贝湾
- 保克海峡
- 孟加拉灣
- 安达曼海
- 马六甲海峡
- 莫桑比克海峡
- 大澳洲灣
- 曼納灣

## 外部連結
- NOAA In-situ Ocean Data Viewer Plot and download ocean observations
- The Indian Ocean in World History: Educational Website（页面存档备份，存于） Interactive resource from the Sultan Qaboos Cultural Center
- The Regional Tuna Tagging Project-Indian Ocean with details of the importance of Tuna in the Indian Ocean..（页面存档备份，存于）
- Detailed maps of the Indian Ocean
- The Indian Ocean Trade: A Classroom Simulation

20°S 80°E / 20°S 80°E